# Francis Lemarque
Pour les articles homonymes, voir Lemarque et Korb.
Nathan Korb, dit Francis Lemarque, est un auteur-compositeur-interprète et poète français, né le 25 novembre 1917 à Paris 11e et mort le 20 avril 2002 à Saint-Maur-des-Fossés.
Au cours d'une carrière longue et discrète, couronnée par plusieurs Grand Prix du disque de l'académie Charles-Cros, il a écrit et composé près de 400 chansons, dont À Paris, devenue un standard international repris par des dizaines d'interprètes à travers le monde entier, et Quand un soldat, interprétée avec succès par Yves Montand, et dont les paroles engagées lui ont valu les foudres de la censure en 1953.

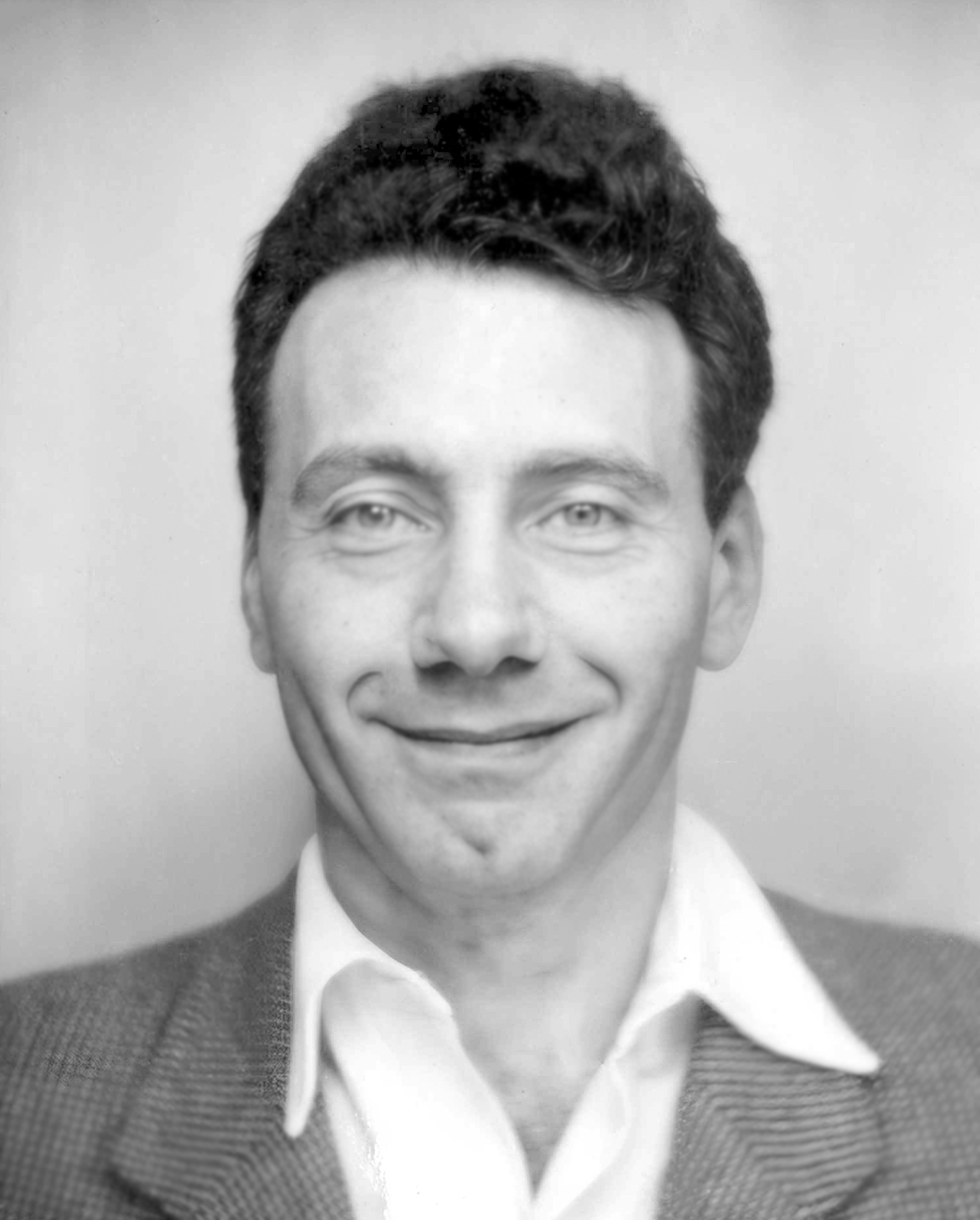
Francis Lemarque vers 1948 (Sacem).

## Biographie

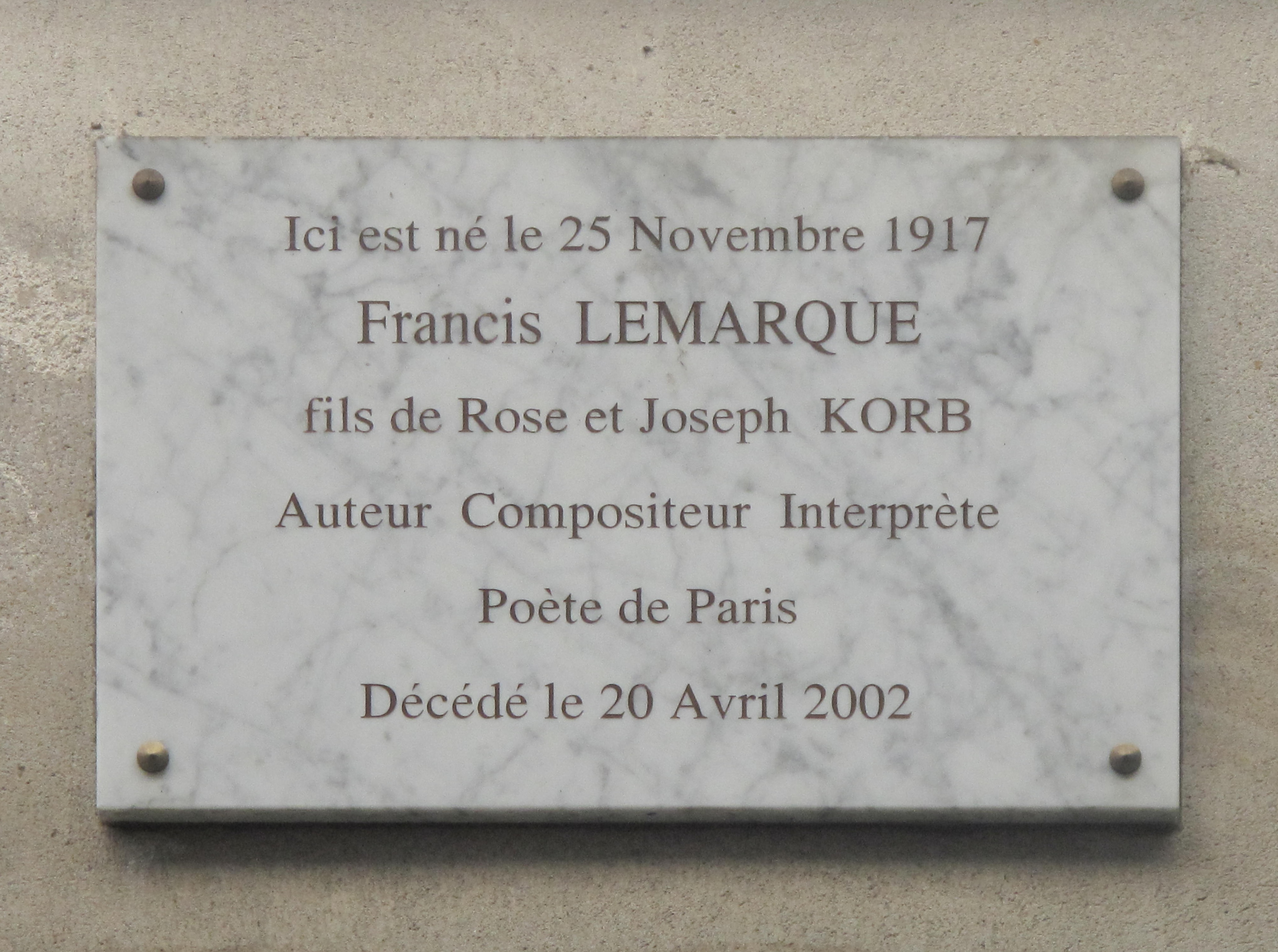
Plaque sur sa maison natale, 51 rue de Lappe à Paris.

### Origines familiales et jeunesse
Francis Lemarque naît, sous le nom de Nathan Korb, dans un petit deux-pièces au second étage du 51 de la rue de Lappe (11e arrondissement de Paris), au-dessus du bal des Trois Colonnes.
Il est le fils de Rosa (Rose) Eidelman, née le 15 janvier 1893 à Solok, en Lituanie (alors partie de l'Empire russe), et de Joseph Korb, tailleur pour dames, qui a gagné Paris après avoir déserté de l'armée russe[réf. nécessaire], tous deux issus de familles juives.
Nathan grandit avec son frère Maurice (né à Paris en 1915 et mort en 1992) et sa sœur cadette Rachel, dans le quartier de la Bastille, bercé par les bals musette de la rue de Lappe. Avec son frère, il connaît une enfance joyeuse avant de quitter l'école à l'âge de 11 ans, ayant obtenu le certificat d'études primaires. Il occupe ensuite différents emplois (garçon de courses, ouvrier métallurgiste, ouvrier imprimeur).
Il gardera tout au long de sa vie un véritable amour pour ce quartier et fêtera ses 75 ans au Balajo.

### Débuts dans la chanson (1934-1939)
En 1933, son père meurt de la tuberculose.
En 1934, Nathan et Maurice intègrent, après une rencontre avec Sylvain Itkine, le groupe Mars que ce dernier a créé dans l'esprit du groupe Octobre, affilié à la fédération des Théâtres ouvriers de France. Il a alors 17 ans.
Sur les conseils de Louis Aragon, les deux frères créent un duo, les Frères Marc. Vieux Marc (Maurice) et Jeune Marc (Nathan) profitent des événements du Front populaire pour se produire dans les usines et se faire connaître. Ils rencontrent Jacques Prévert et Joseph Kosma, qui est un moment leur pianiste.
Dans les années 1938-1939, Léo Noël chante en duo avec Nathan alors que Maurice effectue son service militaire. Ce duo fait des tournées avec Pierre Dac, Paul Meurisse, Joseph Kosma, etc.

### La Seconde Guerre mondiale
En 1940, Nathan est mobilisé et affecté comme « lieutenant-guitariste » aux activités musicales et théâtrales de l'armée.
En 1940, après l'armistice, il passe en zone libre et s'installe à Marseille où il rencontre Jacques Canetti, qui deviendra son agent artistique. Il fait quelques tournées en Afrique du Nord dont une semaine de récitals avec le guitariste manouche Django Reinhardt.
Sa mère est arrêtée à Marseille, transférée au camp de Drancy et déportée par le Convoi no 55, du 23 juin 1943, à Auschwitz, où elle meurt assassinée. Fidèle à son idéal communiste, il rejoint le maquis, puis, au moment de la Libération, s'engage dans le 12e régiment de dragons renaissant.

### L'après-guerre

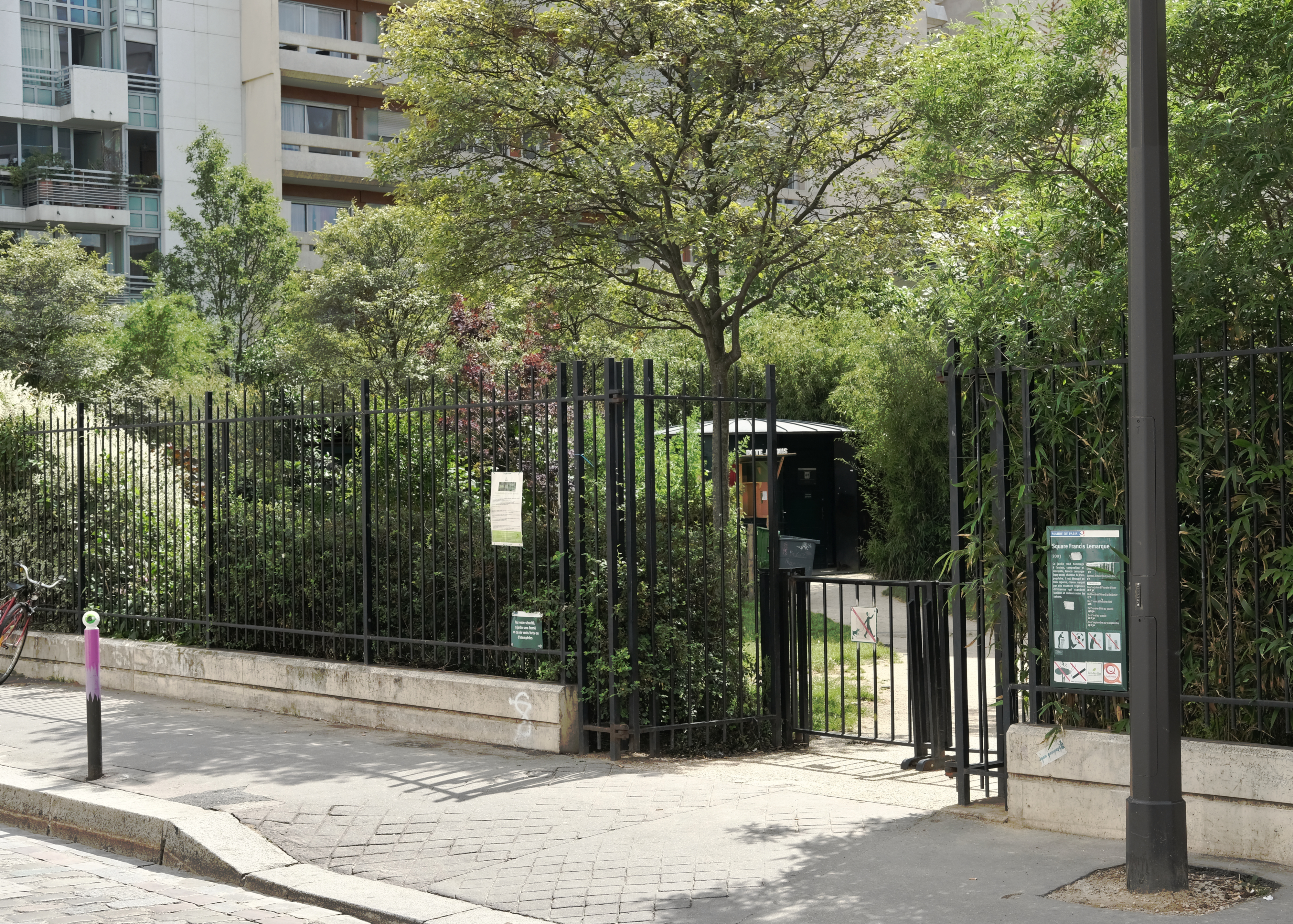
Entrée du square Francis-Lemarque (Paris).

Après la guerre, Francis Lemarque chante dans différents cabarets de quartier Saint-Germain-des-Prés.
L'année 1946 est marquée par deux événements décisifs : tout d'abord, il rencontre Ginny Richès, qu'il épousera le 20 juillet 1948. Et il assiste pour la première fois à un spectacle d'Yves Montand, dont le style unique bouleverse le jeune Francis qui se met à écrire en pensant à lui. Il fait sa connaissance par l'intermédiaire de Jacques Prévert. Montand, séduit par ses compositions, choisit immédiatement plusieurs titres : À Paris, Je vais à pied, Ma douce vallée, Bal petit bal, etc. Leur collaboration durera de longues années pendant lesquelles Francis Lemarque écrira près de trente chansons pour Montand.
Parmi les grands succès de cette époque, on relève Marjolaine (1957) dont les paroles mélancoliques sont écrites sur un air du folklore allemand, Der treue Husar, popularisé par le film de Stanley Kubrick Les Sentiers de la gloire, sorti la même année, où il est chanté par Susanne Christian.

### Des années 1960 à 2002
Il compose la musique du film Playtime de Jacques Tati, sorti en 1967.
En 1982, il joue dans le film de Serge Leroy, Légitime violence. Il est régulièrement invité à chanter dans les émissions de Pascal Sevran qui lui voue une profonde admiration.
Du 24 mai au 5 juin 1988, il fait sa rentrée au TLP-Déjazet puis, en 1989, il est, pour la première fois, en vedette sur la scène de l'Olympia ( produit par le théâtre libertaire de Paris). Le dernier spectacle de Francis Lemarque a lieu à Viarmes (Val-d'Oise), le 27 janvier 2001, alors qu'il a quatre-vingt-trois ans.

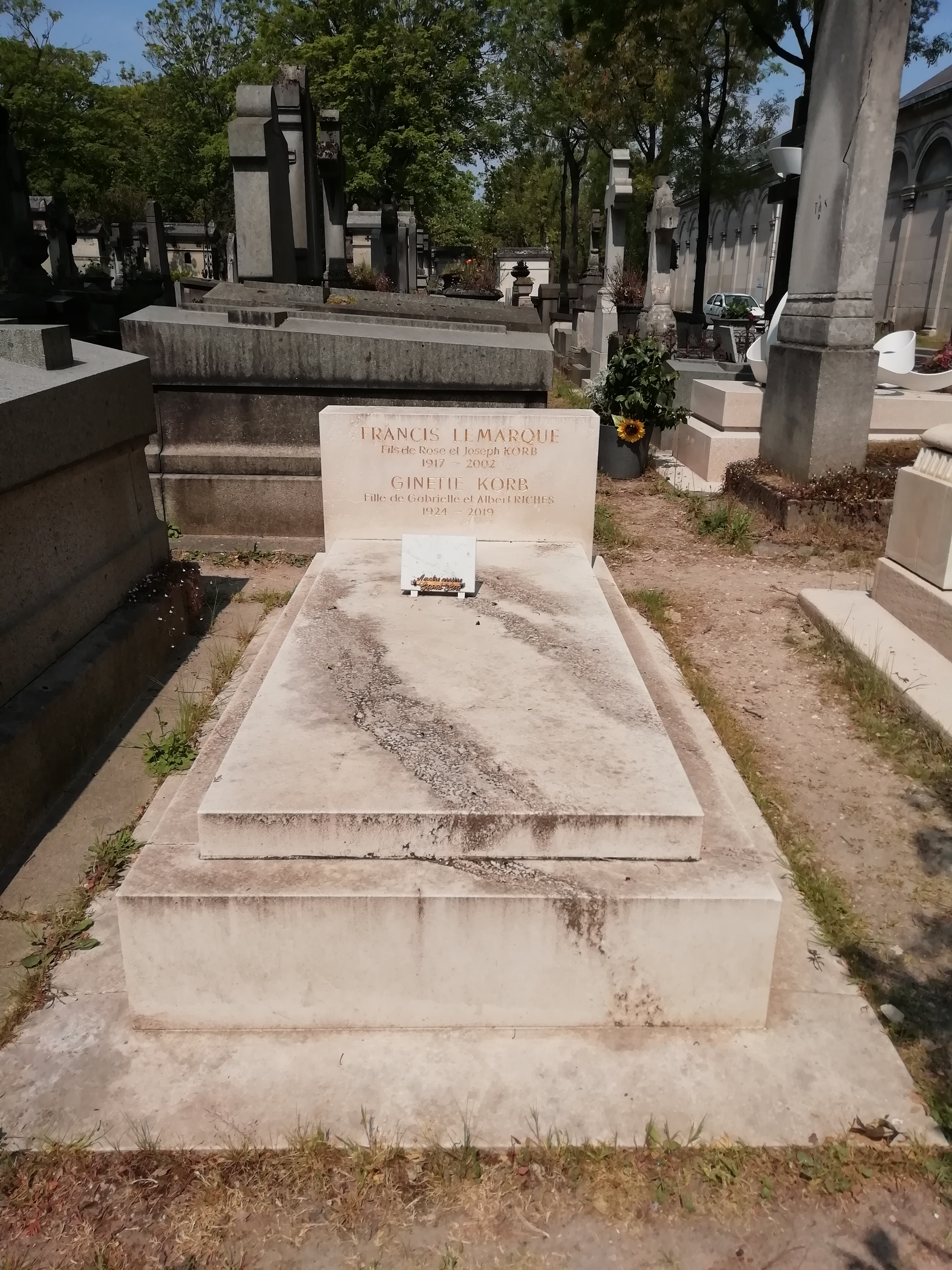
Tombe de Francis Lemarque au cimetière du Père Lachaise (division 44).

Il est emporté par un cancer le 20 avril 2002, dans sa quatre-vingt-cinquième année, dans sa maison de La Varenne-Saint-Hilaire. Il repose au cimetière du Père-Lachaise (44e division, ligne 2), non loin d'Yves Montand, et depuis 2019, de Michel Legrand (44e division, ligne 1).
Dans le 11e arrondissement de Paris, le square Francis-Lemarque lui rend hommage.

### Un chanteur populaire
Avec Charles Trenet, Henri Salvador et Charles Aznavour notamment, Francis Lemarque a eu l'une des plus longues et des plus riches carrières de la chanson française et nombre de ses titres appartiennent à la mémoire collective et à la culture française.
Le thème de Paris et son éternel accordéon reviennent souvent dans les chansons de Lemarque sur des descriptions des quartiers populaires, rappelant l'œuvre d'Aristide Bruant. Sa carrière est celle d'un auteur et d'un chanteur profondément attaché au Paris populaire et à la chanson française.
Il écrit de nombreuses chansons en collaboration, notamment avec Michel Legrand et Georges Coulonges avec qui il a écrit Paris Populi, un spectacle musical qui célèbre la capitale et son histoire de 1789 à 1944, mettant en scène les combats de Paris pour la liberté.

### Engagements
Patriote, il rejoint la Résistance, puis l'armée de Libération en souscrivant un engagement de 1944 à 1946 au 12e Régiment de dragons.
Il a été censuré en 1953 pour sa chanson pacifiste Quand un soldat, publiée aux éditions Métropolitaine.
En 1969, il participe à la création de l'Association d'amitié franco-coréenne, qui entretient des liens avec la Corée du Nord.

### Famille
Il a épousé Ginny Richès (1924-2019) le 20 juillet 1948 à Paris (VIe arrondissement).
Ils ont eu plusieurs enfants, notamment :
- Danièle, née en 1952.
- Stéphane, né en 1954, photographe et photoreporter ;
- Michel, né en 1960, compositeur et interprète ;

## Prix et distinctions

### Prix
- 1951 : Grand Prix de l'Académie Charles-Cros
- 1965 : Prix de la Rose d'or d'Antibes pour son disque Francis Lemarque rencontre Francis Carco
- 1973 : Grand Prix de l'Académie Charles-Cros pour son album Paris Populi
- 1982 : Grand Prix de la chanson française de l'Académie Charles-Cros remis par Jack Lang
- 1986 : Prix de la Sacem
- 1989 : Grand Prix de l'Académie Charles-Cros

### Distinctions
- 1946 :  Médaille commémorative de la guerre 1939–1945, avec agrafes "France" et "Libération" :
- 1948 :  Croix du combattant ;
- 1953 :  Croix du combattant volontaire de la guerre de 1939–1945 ;
- 1954 :  Croix du combattant volontaire de la Résistance ;
- avril 1992 :  Chevalier de la Légion d'honneur[15].

## Œuvres

### Discographie
- 1949 : À Paris
- 1949 : Le tueur affamé
- 1949 : Cornet de frites
- 1949 : Bal, petit bal
- 1950 : Le cocher du fiacre
- 1950 : John Black
- 1950 : Bal musette
- 1950 : J'ai mis mes cliques
- 1951 : Bois de Boulogne (Patins à roulettes)
- 1951 : D'amour et d'eau fraîche
- 1951 : Clown
- 1951 : Figaro
- 1951 : Le Petit Cordonnier
- 1953 : Toi, tu n'ressembles à personne
- 1953 : Quand un soldat
- 1955 : La grenouille
- 1955 : Un air de cristal
- 1955 : Mon copain d'Pékin
- 1955 : Julot poil-dans-la-main
- 1956 : Seul un homme peut faire ça
- 1956 : Bientôt le soleil
- 1956 : Matilda
- 1956 : Les routiers
- 1956 : Le chemin des oliviers
- 1957 : Marjolaine
- 1957 : L'air de Paris
- 1957 : Général Fend La Bise
- 1957 : Chagrins d'Amour
- 1958 : L'Assassin du dimanche
- 1958 : Les Fleurs et l'amour
- 1959 : Le Temps du muguet, inspiré de la chanson Les Nuits de Moscou
- 1960 : Une rose rouge
- 1960 : Le monde est grand
- 1962 : Miséricorde
- 1962 : La guerre des boutons
- 1962 : Écoutez la ballade
- 1962 : Vieux Salomon
- 1962 : Ma romance
- 1962 : Terrain vague
- 1963 : C'est loin
- 1963 : C'est la faute à l'accordéon
- 1963 : C'était un homme libre
- 1963 : Allez donc
- 1964 : La faim de vivre
- 1964 : Le dernier printemps
- 1965 : La rose et la guerre
- 1965 : Rocambole
- 1965 : Au son de l'accordéon
- 1965 : Le bar du dernier verre
- 1965 : Le cœur de cerise
- 1965 : Un jour on s'en va
- 1968 : L'opéra des jours heureux
- 1968 : Tu tutoies les muses
- 1968 : La terre, le ciel et l'eau
- 1968 : À Paris autrefois

### Filmographie en tant que compositeur

#### Cinéma

##### Longs métrages
- 1958 : Mimi Pinson de Robert Darène - avec Michel Emer
- 1960 : Les Vieux de la vieille de Gilles Grangier - avec Paul Durand
- 1960 : Terrain vague de Marcel Carné - avec Michel Legrand
- 1961 : Cause toujours, mon lapin de Guy Lefranc - avec Michel Legrand
- 1962 : Le cave se rebiffe de Gilles Grangier - avec Michel Legrand
- 1962 : Le Gentleman d'Epsom de Gilles Grangier - avec Michel Legrand
- 1962 : La Guerre des boutons de Yves Robert - avec José Berghmans
- 1963 : Maigret voit rouge de Gilles Grangier - avec Michel Legrand
- 1967 : Playtime de Jacques Tati
- 1968 : L'Homme à la Buick de Gilles Grangier - avec Michel Legrand

##### Courts métrages
- 1950 :  Bistro de Marco de Gastyne
- 1954 :  Bonnes vacances (documentaire) de Jacques Nahum et Pierre Neurrisse
- 1964 :  La guerre des capsules de Pierre Simon
- 1992 :  Vague à l'âme de Michel Such

#### Télévision

##### Téléfilms
- 1965 : Le mystère de la chambre jaune de Jean Kerchbron
- 1969 : Les Eaux mêlées de Jean Kerchbron
- 1972 : La Sainte Farce de Jean Pignol
- 1973 : L'équipe ou Le roman des fortifs de Jean Kerchbron
- 1973 : Un homme, une ville
- 1979 : La Main coupée de Jean Kerchbron
- 1984 : Le château de Jean Kerchbron
- 1985 : Les copains de la Marne de Christiane Spiero

##### Séries télévisées
- 1970 : Maurin des Maures
- 1975 : Les peupliers de la Prétentaine (mini-série) (2 épisodes)
- 1976 : Cinéma 16 - épisode Journal d'un prêtre ouvrier
- 1977 : Chéri-Bibi (4 épisodes)

### Théâtre
- L'heure de vérité, Théâtre de Poche, directeur André Cellier, avec Michel Piccoli[16]

### Notices biographiques
- (fr) Notice biographique de Francis Lemarque sur le site AJPN
- (fr) Notice biographique de Francis Lemarque dans le Maitron, Dictionnaire biographique du mouvement ouvrier (notice LEMARQUE Francis [KORB Nathan, dit] par Robert Brécy, Claude Pennetier, version mise en ligne le 31 août 2009, dernière modification le 16 juillet 2019)
- (fr) Notice nécrologique de Francis Lemarque, Le Monde, 21 avril 2002
- (fr) Notice biographique de Maurice Korb sur le site AJPN